# Frederik Sørensen
Frederik Hillesborg Sørensen (* 14. April 1992 in Kopenhagen) ist ein dänischer Fußballspieler. Der Abwehrspieler steht bei Ternana Calcio in Italien unter Vertrag.

## Karriere

### Vereine
Sørensen begann seine Karriere 2001 beim KFUM Roskilde, spielte dann eine Saison lang für den Himmelev-Veddelev BK und anschließend für den FC Roskilde. 2007 wechselte er in die Jugendabteilung von Lyngby BK. Am 27. August 2010 wechselte er zum italienischen Rekordmeister Juventus Turin, für den er zunächst in der Nachwuchsmannschaft spielte. Durch zahlreiche verletzungsbedingte Ausfälle im Profiteam kam er noch im selben Jahr zu seinem Debüt in der Serie A. Noch als Leihgabe bei Juventus unterschrieb er dort am 10. Mai 2011 einen Vierjahresvertrag. In der Winterpause 2011/12 wurde er an den Ligakonkurrenten FC Bologna transferiert. Nach dessen Abstieg im Sommer 2014 wurde er von Juventus Turin verpflichtet und kurz darauf für ein Jahr an Hellas Verona verliehen.
Zur Saison 2015/16 wechselte Sørensen zum deutschen Bundesligisten 1. FC Köln. Er unterschrieb einen bis zum 30. Juni 2019 geltenden Vertrag, dessen Laufzeit im Januar 2017 bis zum Ende 30. Juni 2021 verlängert wurde. Für den 1. FC Köln debütierte er am 16. August 2015 (1. Spieltag) beim 3:1-Sieg im Auswärtsspiel gegen den VfB Stuttgart. Sein erstes Pflichtspieltor für die Kölner erzielte er am 12. August 2017 beim 5:0-Sieg gegen die Leher Turnerschaft in der 1. Hauptrunde des DFB-Pokal-Wettbewerbs. Sein erstes Bundesligator erzielte er am 25. August 2017 (2. Spieltag) bei der 1:3-Niederlage im Heimspiel gegen den Hamburger SV mit dem Treffer zum 1:2 in der Nachspielzeit. In der Zweitligasaison 2018/19 holte der Verteidiger mit dem Effzeh nach dem Abstieg in der Vorsaison die Zweitligameisterschaft. In der Domstadt erkämpfte er sich nach seiner Ankunft einen Stammplatz und bewegte sich mit dem 1. FC Köln in seiner ersten Saison im Tabellenmittelfeld. In seiner zweiten Saison qualifizierte sich Frederik Sørensen mit dem Effzeh für das internationale Geschäft, nachdem die Kölner am letzten Spieltag den 1. FSV Mainz 05 mit 2:0 schlugen und sich somit für die UEFA Europa League 2017/18 qualifizierten. Dort schied der 1. FC Köln allerdings nach der Gruppenphase aus. In der Liga kämpfte der Verein gegen den Abstieg und zum Ende der Saison musste Sørensen mit den Geißböcken den Gang in die 2. Bundesliga antreten. Dort verlor er seinen Stammplatz und kam zu lediglich fünf Einsätzen. 
Im August 2019 wechselte der Däne leihweise in die Schweizer Super League zum amtierenden Meister BSC Young Boys. Beim Schweizer Meister erkämpfte er sich einen Stammplatz, verpasste allerdings verletzungsbedingt den Großteil der Rückrunde. Trotzdem konnte er am Ende der Spielzeit das Double aus Meisterschaft und Pokalsieg feiern.
Zur Saison 2020/21 kehrte Sørensen zum 1. FC Köln zurück. Anfang Januar 2021 der Verteidiger, der in den ersten 14 Ligaspielen zu 3 Einsätzen (einmal von Beginn) gekommen war, von der sportlichen Leitung um den Geschäftsführer Horst Heldt und den Cheftrainer Markus Gisdol gemeinsam mit Christian Clemens und Robert Voloder aus dem Profikader gestrichen und in die zweite Mannschaft versetzt. Laut Heldt war die Kaderreduzierung nötig, um „mehr Qualität in die Trainingsformen zu bekommen“. Am 17. Januar 2021 einigten sich Sørensen und der 1. FC Köln auf eine Auflösung ihres Vertrages.
Wenige Tage nach seiner Vertragsauflösung beim 1. FC Köln schloss sich Sørensen dem italienischen Zweitligisten Delfino Pescara 1936 an. Doch schon im Sommer 2021 wechselte er weiter zum Ligarivalen Ternana Calcio.

### Nationalmannschaft
Sørensen durchlief ab 2008 die Nachwuchs-Nationalmannschaften der Altersklassen U17 und U20 des DBU. Von 2011 bis 2015 kam er für die U21-Nationalmannschaft zum Einsatz und schied mit ihr 2015 im Turnier um die Europameisterschaft im Halbfinale gegen den späteren Titelträger Schweden aus.
Am 23. Mai 2017 wurde Sørensen mit seiner Nominierung für das Testspiel in Brøndby gegen die Nationalmannschaft Deutschlands und das WM-Qualifikationsspiel in Astana gegen die Nationalmannschaft Kasachstans erstmals in die A-Nationalmannschaft eingeladen. Sein A-Länderspieldebüt gab er am 6. Juni 2017 beim 1:1 im Testspiel gegen Deutschland mit Einwechslung für Riza Durmisi in der 66. Minute.

## Erfolge
1. FC Köln
- Deutscher Zweitliga-Meister: 2018/19

BSC Young Boys
- Schweizer Meister 2020
- Schweizer Pokalsieger 2020